# Klev
Klev är en del av tätorten Alunda i Östhammars kommun, Alunda socken belägen i jordbruksbygd mindre än 1 kilometer väster om Alunda. Fram till 2010 klassades den av SCB som småort, då Klev växte samman med tätorten Alunda.

## Historia
Klev omtalas första gången i skriftliga handlingar 1376 ('in villa Kleef'), då Uppsala domkyrkas fabricia ägde jord i byn. Redan omtalas en gård i Alunda brukad av prästens landbo och 1341 upptas en gård som Alunda kyrka efter 1302 erhållit under frälse och skatt. Av senare dokument framgår att denna gård låg i Klev.
1541-1578 omfattade Klev 3 mantal skatte, 5 mantal kyrkohemman.

## Personer från orten
Släkten Clewberg, och Nils Clewberg, från vilken Abraham Niclas Edelcrantz stammar från en gård i västra delen av byn.
Klev var annars i äldre tid känt som bostadsort för en mängd fattiga adliga familjer. Ett talesätt sade Riktig adel har vår Herre placerat vid sjöar och vattendrag, men knapadeln har han strött ut på Klevbo backar.